# Castianeira munieri
Castianeira munieri là một loài nhện trong họ Corinnidae.
Loài này thuộc chi Castianeira. Castianeira munieri được Eugène Simon miêu tả năm 1877.